# Copa do Mundo de Voleibol Masculino de 2011
A Copa do Mundo de Voleibol Masculino de 2011 foi a 12ª edição deste torneio organizado pela Federação Internacional de Voleibol (FIVB) a cada quatro anos. Foi realizada em oito sedes de sete cidades japonesas e qualificou as três melhores equipes aos Jogos Olímpicos de 2012, em Londres.
Rússia e Polônia chegaram a última rodada como as únicas seleções com chances de conquistar o título. No confonto direto, os russos venceram por 3 sets a 2 e conquistaram o título pela sexta vez na história, a segunda como país independente. Então bicampeão da Copa do Mundo (2003 e 2007), o Brasil completou o pódio e garantiu a classificação aos Jogos Olímpicos de Londres. O oposto russo Maxim Mikhaylov foi eleito o melhor jogador da competição.

## Equipes classificadas
Doze equipes participaram da Copa do Mundo. Classificaram-se as cinco equipes campeãs dos torneios continentais durante o ano, as equipes vice-campeãs nos mesmos torneios (as quatro melhores colocadas no ranking da FIVB de janeiro de 2011), o Japão como o país-sede e mais duas equipes convidadas.
| País-sede             |         |                                                     |
| Japão                 | AVC     |                                                     |
| Torneios continentais |         |                                                     |
| Sérvia                | CEV     | Campeã da Europa                                    |
| Itália                | CEV     | Vice-campeã da Europa                               |
| Cuba                  | NORCECA | Campeã das Américas do Norte, Central e Caribe      |
| Estados Unidos        | NORCECA | Vice-campeã das Américas do Norte, Central e Caribe |
| Brasil                | CSV     | Campeã da América do Sul                            |
| Argentina             | CSV     | Vice-campeã da América do Sul                       |
| Irã                   | AVC     | Campeã da Ásia                                      |
| China                 | AVC     | Vice-campeã da Ásia                                 |
| Egito                 | CAVB    | Campeã da África                                    |
| Convidados            |         |                                                     |
| Polônia               | CEV     | Terceira colocada da Europa                         |
| Rússia                | CEV     | Quarta colocada da Europa                           |

## Sedes
| Fase | Local A                                  | Local B                                  |
| ---- | ---------------------------------------- | ---------------------------------------- |
| 1ª   | Nippon Gaishi Hall, Nagoya               | Kagoshima Arena, Kagoshima               |
| 2ª   | Osaka Municipal Central Gymnasium, Osaka | Kumamoto Prefectural Gymnasium, Kumamoto |
| 3ª   | Fukuoka Convention Center, Fukuoka       | Hamamatsu Arena, Hamamatsu               |
| 4ª   | Yoyogi National Gymnasium, Tóquio        | Tokyo Metropolitan Gymnasium, Tóquio     |

## Classificação
- Vitória por 3 sets a 0 ou 3 a 1: 3 pontos para o vencedor;
- Vitória por 3 sets a 2: 2 pontos para o vencedor e 1 ponto para o perdedor.
- Em caso de igualdade por pontos, os seguintes critérios servem como desempate: número de vitórias, média de sets e média de pontos.

|     |                |     | Jogos | Jogos | Jogos | Pontos | Pontos | Pontos | Sets | Sets | Sets  |
| Pos | Equipe         | Pts | T     | V     | D     | V      | P      | R      | V    | P    | R     |
| --- | -------------- | --- | ----- | ----- | ----- | ------ | ------ | ------ | ---- | ---- | ----- |
| 1   | Rússia         | 29  | 11    | 10    | 1     | 916    | 781    | 1.173  | 30   | 8    | 3.750 |
| 2   | Polônia        | 26  | 11    | 8     | 3     | 1032   | 944    | 1.093  | 30   | 15   | 2,000 |
| 3   | Brasil         | 24  | 11    | 8     | 3     | 983    | 857    | 1.147  | 29   | 14   | 2.071 |
| 4   | Itália         | 24  | 11    | 8     | 3     | 1029   | 925    | 1.112  | 28   | 15   | 1.867 |
| 5   | Cuba           | 20  | 11    | 7     | 4     | 964    | 964    | 1,000  | 25   | 19   | 1.316 |
| 6   | Estados Unidos | 16  | 11    | 6     | 5     | 884    | 865    | 1.022  | 20   | 19   | 1.053 |
| 7   | Argentina      | 16  | 11    | 5     | 6     | 929    | 925    | 1.004  | 21   | 21   | 1,000 |
| 8   | Sérvia         | 15  | 11    | 5     | 6     | 928    | 968    | 0.959  | 20   | 23   | 0.870 |
| 9   | Irã            | 12  | 11    | 5     | 6     | 835    | 925    | 0.903  | 16   | 25   | 0.640 |
| 10  | Japão          | 8   | 11    | 2     | 9     | 874    | 930    | 0.940  | 12   | 28   | 0.429 |
| 11  | China          | 5   | 11    | 1     | 10    | 779    | 919    | 0.848  | 9    | 30   | 0.300 |
| 12  | Egito          | 3   | 11    | 1     | 10    | 755    | 905    | 0.834  | 7    | 30   | 0.233 |

Todas as partidas seguem o horário local (UTC+9).

## Primeira fase

### Nagoya
| Data   | Hora  |           | Placar |           | Set 1 | Set 2 | Set 3 | Set 4 | Set 5 | Total  | Relatório |
| ------ | ----- | --------- | ------ | --------- | ----- | ----- | ----- | ----- | ----- | ------ | --------- |
| 20 Nov | 11:00 | Sérvia    | 0–3    | Argentina | 20–25 | 13–25 | 18–25 |       |       | 51–75  | P2        |
| 20 Nov | 15:00 | Polônia   | 3–0    | Cuba      | 25–21 | 25–23 | 25–16 |       |       | 75–60  | P2        |
| 20 Nov | 18:20 | Irã       | 3–1    | Japão     | 17–25 | 25–20 | 25–23 | 25–15 |       | 92–83  | P2        |
| 21 Nov | 11:00 | Cuba      | 3–0    | Irã       | 25–17 | 25–17 | 25–22 |       |       | 75–56  | P2        |
| 21 Nov | 15:00 | Sérvia    | 1–3    | Polônia   | 25–21 | 18–25 | 19–25 | 28–30 |       | 90–101 | P2        |
| 21 Nov | 18:20 | Argentina | 3–2    | Japão     | 25–22 | 21–25 | 11–25 | 25–15 | 15–12 | 97–99  | P2        |
| 22 Nov | 11:00 | Irã       | 3–2    | Sérvia    | 25–17 | 18–25 | 21–25 | 25–21 | 15–11 | 104–99 | P2        |
| 22 Nov | 15:00 | Polônia   | 3–1    | Argentina | 18–25 | 25–20 | 25–23 | 25–22 |       | 93–90  | P2        |
| 22 Nov | 18:20 | Japão     | 0–3    | Cuba      | 21–25 | 23–25 | 22–25 |       |       | 66–75  | P2        |

### Kagoshima
| Data   | Hora  |                | Placar |                | Set 1 | Set 2 | Set 3 | Set 4 | Set 5 | Total   | Relatório |
| ------ | ----- | -------------- | ------ | -------------- | ----- | ----- | ----- | ----- | ----- | ------- | --------- |
| 20 Nov | 11:00 | China          | 0–3    | Estados Unidos | 14–25 | 23–25 | 21–25 |       |       | 58–75   | P2        |
| 20 Nov | 15:00 | Itália         | 1–3    | Rússia         | 25–22 | 22–25 | 22–25 | 21–25 |       | 90–97   | P2        |
| 20 Nov | 18:20 | Egito          | 0–3    | Brasil         | 19–25 | 13–25 | 19–25 |       |       | 51–75   | P2        |
| 21 Nov | 11:00 | Egito          | 0–3    | Itália         | 22–25 | 15–25 | 20–25 |       |       | 57–75   | P2        |
| 21 Nov | 15:00 | Brasil         | 3–1    | Estados Unidos | 25–17 | 25–18 | 16–25 | 25–16 |       | 91–76   | P2        |
| 21 Nov | 18:20 | Rússia         | 3–0    | China          | 25–18 | 25–20 | 25–18 |       |       | 75–56   | P2        |
| 22 Nov | 11:00 | China          | 0–3    | Egito          | 20–25 | 20–25 | 18–25 |       |       | 58–75   | P2        |
| 22 Nov | 15:00 | Itália         | 3–2    | Brasil         | 25–16 | 20–25 | 18–25 | 25–21 | 22–20 | 110–107 | P2        |
| 22 Nov | 18:20 | Estados Unidos | 0–3    | Rússia         | 18–25 | 18–25 | 24–26 |       |       | 60–76   | P2        |

## Segunda fase

### Osaka
| Data   | Hora  |           | Placar |           | Set 1 | Set 2 | Set 3 | Set 4 | Set 5 | Total   | Relatório |
| ------ | ----- | --------- | ------ | --------- | ----- | ----- | ----- | ----- | ----- | ------- | --------- |
| 24 Nov | 11:00 | Argentina | 3–1    | Cuba      | 17–25 | 25–16 | 25–21 | 25–17 |       | 92–79   | P2        |
| 24 Nov | 15:00 | Polônia   | 2–3    | Irã       | 25–23 | 26–28 | 25–8  | 24–26 | 11–15 | 111–100 | P2        |
| 24 Nov | 18:20 | Sérvia    | 3–2    | Japão     | 25–21 | 25–22 | 18–25 | 22–25 | 15–12 | 105–105 | P2        |
| 25 Nov | 11:00 | Irã       | 3–2    | Argentina | 15–25 | 25–21 | 24–26 | 25–16 | 15–12 | 104–100 | P2        |
| 25 Nov | 15:00 | Cuba      | 3–1    | Sérvia    | 17–25 | 25–21 | 25–22 | 25–17 |       | 92–85   | P2        |
| 25 Nov | 18:20 | Japão     | 1–3    | Polônia   | 25–23 | 21–25 | 19–25 | 18–25 |       | 83–98   | P2        |

### Kumamoto
| Data   | Hora  |                | Placar |                | Set 1 | Set 2 | Set 3 | Set 4 | Set 5 | Total   | Relatório |
| ------ | ----- | -------------- | ------ | -------------- | ----- | ----- | ----- | ----- | ----- | ------- | --------- |
| 24 Nov | 11:00 | Egito          | 0–3    | Estados Unidos | 19–25 | 20–25 | 20–25 |       |       | 59–75   | P2        |
| 24 Nov | 15:00 | Brasil         | 3–0    | Rússia         | 25–16 | 25–19 | 25–22 |       |       | 75–57   | P2        |
| 24 Nov | 18:20 | Itália         | 3–0    | China          | 25–10 | 25–18 | 25–14 |       |       | 75–42   | P2        |
| 25 Nov | 11:00 | Rússia         | 3–1    | Egito          | 25–18 | 25–17 | 23–25 | 25–9  |       | 98–69   | P2        |
| 25 Nov | 15:00 | China          | 2–3    | Brasil         | 25–23 | 10–25 | 18–25 | 25–19 | 8–15  | 86–107  | P2        |
| 25 Nov | 18:20 | Estados Unidos | 1–3    | Itália         | 39–41 | 22–25 | 25–22 | 21–25 |       | 107–113 | P2        |

## Terceira fase

### Fukuoka
| Data   | Hora  |         | Placar |                | Set 1 | Set 2 | Set 3 | Set 4 | Set 5 | Total  | Relatório |
| ------ | ----- | ------- | ------ | -------------- | ----- | ----- | ----- | ----- | ----- | ------ | --------- |
| 27 Nov | 11:00 | Irã     | 0–3    | Estados Unidos | 15–25 | 25–27 | 14–25 |       |       | 54–77  | P2        |
| 27 Nov | 15:00 | Polônia | 3–1    | China          | 17–25 | 25–20 | 25–21 | 25–19 |       | 92–85  | P2        |
| 27 Nov | 18:20 | Japão   | 3–1    | Egito          | 27–29 | 25–17 | 25–23 | 25–12 |       | 102–81 | P2        |
| 28 Nov | 11:00 | Irã     | 3–0    | Egito          | 25–18 | 25–21 | 25–15 |       |       | 75–54  | P2        |
| 28 Nov | 15:00 | Polônia | 3–0    | Estados Unidos | 25–15 | 25–20 | 25–18 |       |       | 75–53  | P2        |
| 28 Nov | 18:20 | Japão   | 3–0    | China          | 25–23 | 25–20 | 26–24 |       |       | 76–67  | P2        |
| 29 Nov | 11:00 | Polônia | 3–0    | Egito          | 25–21 | 26–24 | 25–21 |       |       | 76–66  | P2        |
| 29 Nov | 15:00 | Irã     | 0–3    | China          | 19–25 | 19–25 | 17–25 |       |       | 55–75  | P2        |
| 29 Nov | 18:20 | Japão   | 0–3    | Estados Unidos | 37–39 | 16–25 | 15–25 |       |       | 68–89  | P2        |

### Hamamatsu
| Data   | Hora  |           | Placar |        | Set 1 | Set 2 | Set 3 | Set 4 | Set 5 | Total   | Relatório |
| ------ | ----- | --------- | ------ | ------ | ----- | ----- | ----- | ----- | ----- | ------- | --------- |
| 27 Nov | 11:00 | Sérvia    | 0–3    | Rússia | 16–25 | 16–25 | 15–25 |       |       | 47–75   | P2        |
| 27 Nov | 15:00 | Argentina | 0–3    | Brasil | 22–25 | 20–25 | 21–25 |       |       | 63–75   | P2        |
| 27 Nov | 18:20 | Cuba      | 3–1    | Itália | 25–21 | 19–25 | 25–20 | 25–17 |       | 94–83   | P2        |
| 28 Nov | 11:00 | Argentina | 0–3    | Rússia | 23–25 | 22–25 | 19–25 |       |       | 64–75   | P2        |
| 28 Nov | 15:00 | Cuba      | 3–2    | Brasil | 17–25 | 25–22 | 25–23 | 20–25 | 15–12 | 102–107 | P2        |
| 28 Nov | 18:20 | Sérvia    | 1–3    | Itália | 20–25 | 18–25 | 25–22 | 20–25 |       | 83–97   | P2        |
| 29 Nov | 11:00 | Cuba      | 1–3    | Rússia | 23–25 | 27–25 | 18–25 | 12–25 |       | 80–100  | P2        |
| 29 Nov | 15:00 | Argentina | 1–3    | Itália | 36–34 | 20–25 | 19–25 | 20–25 |       | 95–109  | P2        |
| 29 Nov | 18:20 | Sérvia    | 3–1    | Brasil | 27–25 | 20–25 | 25–20 | 25–22 |       | 97–92   | P2        |

## Quarta fase

### Tóquio (YNG)
| Data  | Hora  |         | Placar |        | Set 1 | Set 2 | Set 3 | Set 4 | Set 5 | Total   | Relatório |
| ----- | ----- | ------- | ------ | ------ | ----- | ----- | ----- | ----- | ----- | ------- | --------- |
| 2 Dez | 11:00 | Irã     | 0–3    | Brasil | 20–25 | 18–25 | 16–25 |       |       | 54–75   | P2        |
| 2 Dez | 15:00 | Polônia | 3–2    | Itália | 17–25 | 20–25 | 25–23 | 25–21 | 15–12 | 102–106 | P2        |
| 2 Dez | 18:20 | Japão   | 0–3    | Rússia | 23–25 | 16–25 | 23–25 |       |       | 62–75   | P2        |
| 3 Dez | 11:00 | Irã     | 0–3    | Rússia | 29–31 | 21–25 | 18–25 |       |       | 68–81   | P2        |
| 3 Dez | 15:00 | Polônia | 2–3    | Brasil | 25–18 | 25–21 | 18–25 | 19–25 | 12–15 | 99–104  | P2        |
| 3 Dez | 18:20 | Japão   | 0–3    | Itália | 22–25 | 24–26 | 22–25 |       |       | 68–76   | P2        |
| 4 Dez | 11:00 | Polônia | 2–3    | Rússia | 23–25 | 25–23 | 22–25 | 25–17 | 15–17 | 110–107 | P2        |
| 4 Dez | 15:00 | Irã     | 1–3    | Itália | 13–25 | 17–25 | 25–20 | 18–25 |       | 73–95   | P2        |
| 4 Dez | 18:20 | Japão   | 0–3    | Brasil | 21–25 | 19–25 | 22–25 |       |       | 62–75   | P2        |

### Tóquio (TMG)
| Data  | Hora  |           | Placar |                | Set 1 | Set 2 | Set 3 | Set 4 | Set 5 | Total   | Relatório |
| ----- | ----- | --------- | ------ | -------------- | ----- | ----- | ----- | ----- | ----- | ------- | --------- |
| 2 Dez | 11:00 | Sérvia    | 3–1    | Egito          | 25–20 | 19–25 | 25–22 | 28–26 |       | 97–93   | P2        |
| 2 Dez | 15:00 | Cuba      | 3–2    | China          | 25–21 | 18–25 | 26–28 | 25–20 | 15–13 | 109–107 | P2        |
| 2 Dez | 18:20 | Argentina | 2–3    | Estados Unidos | 29–27 | 14–25 | 17–25 | 25–20 | 12–15 | 97–112  | P2        |
| 3 Dez | 11:00 | Sérvia    | 3–1    | China          | 24–26 | 25–18 | 25–19 | 25–12 |       | 99–75   | P2        |
| 3 Dez | 15:00 | Argentina | 3–0    | Egito          | 25–20 | 25–21 | 25–17 |       |       | 75–58   | P2        |
| 3 Dez | 18:20 | Cuba      | 2–3    | Estados Unidos | 20–25 | 25–14 | 18–25 | 25–22 | 11–15 | 99–101  | P2        |
| 4 Dez | 11:00 | Cuba      | 3–1    | Egito          | 26–24 | 23–25 | 25–23 | 25–20 |       | 99–92   | P2        |
| 4 Dez | 14:00 | Argentina | 3–0    | China          | 25–23 | 31–29 | 25–18 |       |       | 81–70   | P2        |
| 4 Dez | 17:00 | Sérvia    | 3–0    | Estados Unidos | 25–23 | 25–17 | 25–19 |       |       | 75–59   | P2        |

## Classificação final
| Campeão | Vice-campeão | Terceiro lugar |
| Rússia Denis Biryukov · Nikolay Apalikov · Taras Khtey · Evgeny Sivozhelez · Sergey Makarov · Sergey Tetyukhin · Aleksandr Sokolov · Roman Yakovlev · Aleksandr Butko · Dmitriy Muserskiy · Pavel Kruglov · Maxim Mikhaylov · Alexander Volkov · Aleksei Obmochaev | Polônia Piotr Nowakowski · Michał Winiarski · Paweł Zagumny · Bartosz Kurek · Jakub Jarosz · Zbigniew Bartman · Michał Kubiak · Michał Ruciak · Łukasz Żygadło · Krzysztof Ignaczak · Paweł Zatorski · Marcin Możdżonek · Patryk Czarnowski · Łukasz Wiśniewski | Brasil Bruno Rezende · Wallace de Souza · Sidnei dos Santos · Leandro Vissotto · Gilberto Godoy Filho · Murilo Endres · Théo Lopes · Sérgio Dutra Santos · Gustavo Endres · Rodrigo Santana · João Paulo Bravo · Lucas Saatkamp · Marlon Muraguti Yared · Dante Amaral |

| 4  | Itália         |
| 5  | Cuba           |
| 6  | Estados Unidos |
| 7  | Argentina      |
| 8  | Sérvia         |
| 9  | Irã            |
| 10 | Japão          |
| 11 | China          |
| 12 | Egito          |

## Prêmios individuais
A seleção do campeonato foi composta pelos seguintes jogadores:
| MVP (Most Valuable Player) | Maxim Mikhaylov     | Rússia    |
| Melhor atacante            | Ahmed Abdelhay      | Egito     |
| Melhor bloqueio            | Marcin Możdżonek    | Polônia   |
| Melhor saque               | Cristian Savani     | Itália    |
| Melhor líbero              | Ren Qi              | China     |
| Melhor receptor            | Sérgio Dutra Santos | Brasil    |
| Melhor levantador          | Luciano De Cecco    | Argentina |
| Maior pontuador            | Fernando Hernández  | Cuba      |